# Balada

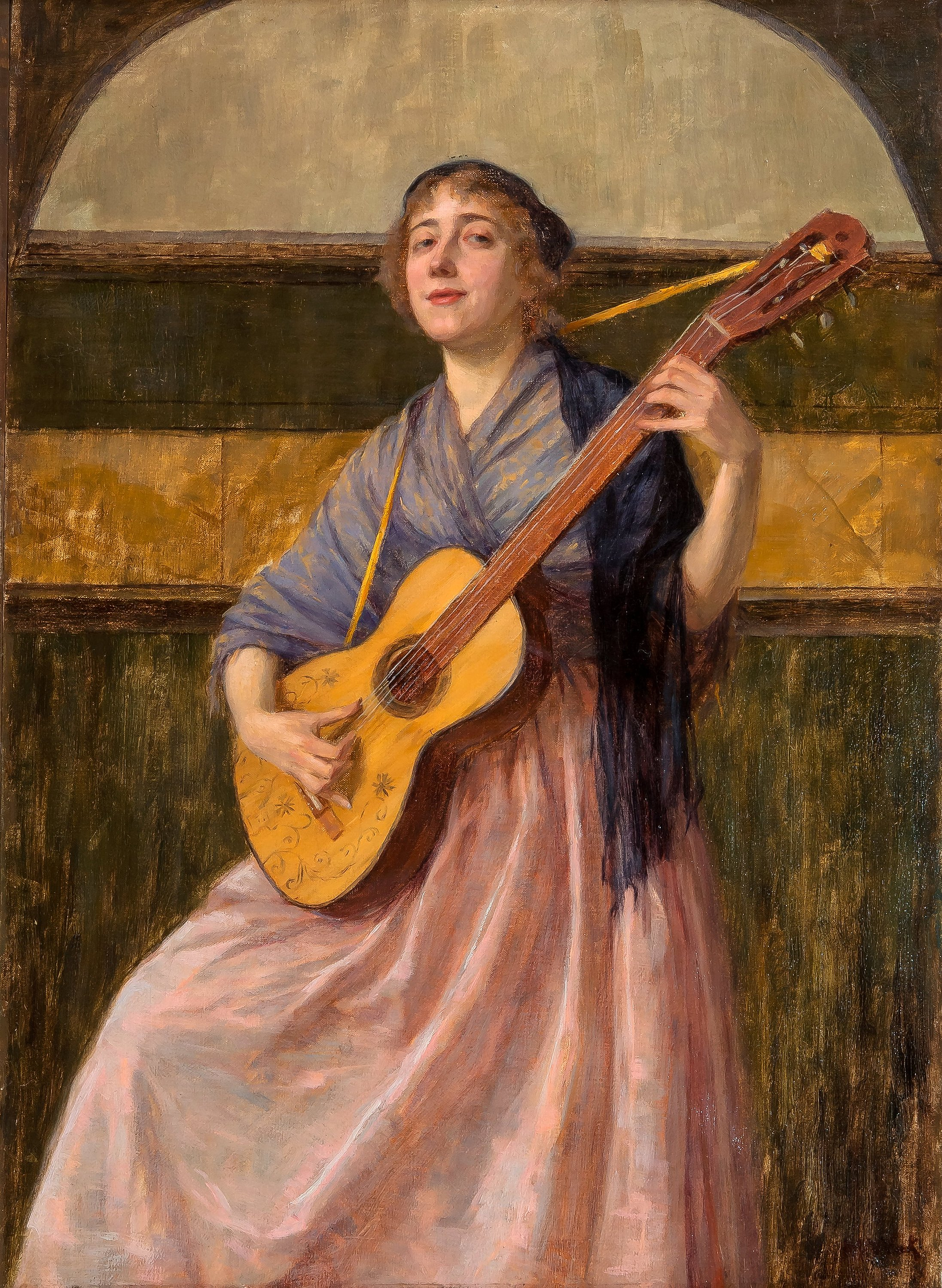
Maria Wiik, Balada (1898)

Balada je lyricko-epický veršovaný útvar mnohdy s ponurým dějem a většinou nešťastným až tragickým koncem, konec ale může být i šťastným, oslavným. Námětem je v mnoha případech provinění člověka, které je potrestáno řízením nadpřirozených bytostí či osudu. Balady mají prudký dějový spád a bohatý jazyk, častým jevem je sugestivní a zkratkovitý dialog mezi postavami.

## Hudba

### Lidové balady
Balady byly původně lidové písně určené k tanci (etymologicky souvisejí s pozdně latinským slovesem ballare – tančit). Ve středověku byly rozšířeny ve Francii, v Itálii či v severní Evropě, kde postupně z radostných oslavných písní nabyly ponurého a tragického rázu, jenž se stal pro žánr balady charakteristickým (nikoli jediným). Balady ze Skandinávie, Pobaltí, Skotska či Irska v sobě mísí pohanské a křesťanské motivy, často líčí témata viny a trestu, věrnosti, prokletí, nezaslouženého trestu, urážky a pomsty, v severní Evropě však jsou známy také balady milostné nebo žertovné a satirické. Sběr lidových balad začal již v 18. století, především v Německu a Dánsku, později i ve Skandinávii a na Britských ostrovech. Známá je skotská sbírka, tzv. Childovy balady z roku 1857. Četné písně z této sbírky byly nazpívány českou folkovou skupinou Asonance (např. „Dva havrani“, „Bitva u Harlaw“, „Alison“, „Hugo Gream“, „Lord Gordon“ nebo „Donald MacGilavry“).
V Českých zemích se dochovalo nejvíce lidových balad v oblasti moravského Valašska a Slovácka, kde je v 19. století sbírali např. František Sušil a František Bartoš. Náměty zdejších balad jsou především boje s Turky a uherskými povstalci v 16. až 17. století, případně zbojníci a jejich osudy. Poměrně málo jsou rozšířeny balady, v nichž vystupují nadpřirozené bytosti. K nejznámějším patří např. pomsta dvou bratrů za zavražděnou sestru, starý otec a jeho tři dcery (námět podobný králi Learovi), opuštěné děti, které nepozná vlastní matka, únos dívky Turkem nebo dívka-válečnice bojující proti Turkům. Mnohdy se jedná o mezinárodní motivy.

### Popové a rockové balady

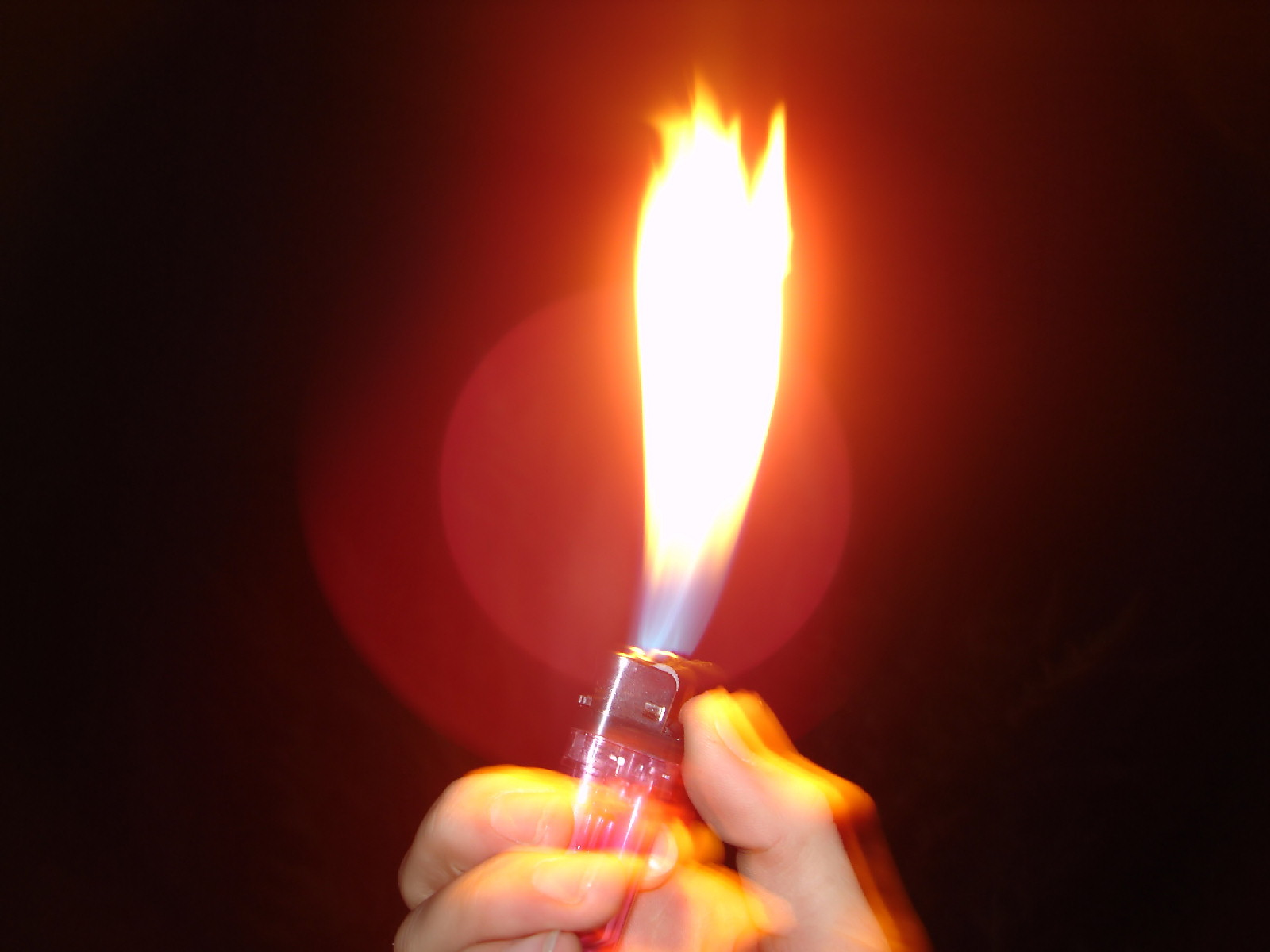
Emocionální efekt balad zvyšují plameny svíček a zapalovačů

V moderní pop music se nejčastěji pojem „balada“ užívá ve spojitosti s citově založenou milostnou skladbou. Pokud se slovo objevuje přímo v názvu písně, například „The Ballad of John and Yoko“ od The Beatles či „The Ballad “ od Billyho Joela, obecně implikuje představu ve smyslu folkové, respektive lidové, hudby. Příkladem popové balady je skladba „Live to Tell“ americké zpěvačky Madonny.
V rocku se jako balada označuje jemnější (obvykle i tišší) píseň, která může gradovat do tvrdší a divočejší kompozice (např. Welcome Home (Sanitarium) od skupiny Metallica), ale také nemusí (např. The Battle Of Evermore od Led Zeppelin). Texty jsou obvykle hlubšího charakteru než texty „vypalovaček“ skupiny, ale nemusí být nutně jen milostné. K nejslavnějším rockovým baladám patří např. Stairway to Heaven (Led Zeppelin), Nothing Else Matters (Metallica), November Rain (Guns N' Roses), Child In Time (Deep Purple), Bohemian Rhapsody (Queen) Black (Pearl Jam), Californication (Red Hot Chili Peppers), Angie (The Rolling Stones) a další.
Jako „balada“ je také někdy označována píseň o (silném) příběhu, typu McLeaneho „American Pie“.

### Umělé balady klasické
Od 15. století vznikají balady umělé, jedním z prvních známých autorů balad je francouzský básník François Villon, jehož balady se vyznačují zvláštní formou (tzv. villonská balada) a jsou často mimořádně ironické až cynické. Obliba balad vzrostla v 18. a 19. stol., kdy se jejich autoři, v souvislosti s preromantismem a romantismem, inspirovali lidovými baladami. V jejich dílech se více projevuje ponurá, tragická atmosféra, motivy záhrobí a nadpřirozených bytostí, ale také inspirace rytířskou poezií. Příkladem tohoto typu jsou balady G. A. Bürgera, F. Schillera, A. Miczkiewicze, F. L. Čelakovského, K. J. Erbena, částečně i H. Heineho a J. W. Goetha. Z oblasti literatury se v 19. století pojem balady vrátil do hudby, kde má stejné atributy (epičnost, vážný až tragický ráz) a vyskytuje se v mnoha hudebních žánrech, především však v hudbě vážné, folkové a rockové či folk-rockové.

### Sociální balady
V průběhu 19. stol. se jako nový žánr vydělila sociální balada. Nositelem zla a příčinou tragického osudu člověka zde jsou místo nadpřirozených jevů sociální a společenská nerovnost, reprezentovaná šlechtou, církví nebo později bohatými továrníky a podnikateli. Již na počátku 19. stol. se objevují v díle Pierra Jeana Bérangera, Victora Huga a Heinricha Heineho. Béranger a Hugo v básních kritizují hlavně poměry po restauraci Bourbonů, násilí a sociální útlak, Heine odsuzuje hlavně pokrytectví a maloměšťáckou morálku, případně nesvobodu slova a militarismus tehdejšího Pruska, v baladě Slezští tkalci se však zastává hladovějících slezských řemeslníků, které připravil o živobytí nástup textilních továren.
Do české literatury vstoupily sociální balady v polovině 19. století. Průlomovou byla sbírka Vítězslava Hálka Pohádky z naší vesnice, která přináší mnoho sociálních témat, např. ve známé baladě Dražba, kde dráb chudé vdově, jež nemohla zaplatit daň, zabaví krávu a prodá ji v dražbě. Hálek v této sbírce prozradil více realismu a sociálního cítění než Jan Neruda v Baladách a romancích, ještě ovlivněných romantismem. Dalším autorem sociálních balad
byl Jaroslav Vrchlický, jenž ve sbírce Selské ballady dost drasticky zobrazil antagonismus mezi rolníky a šlechtou zejména v pobělohorském období. Vrcholným obdobím sociální balady v české literatuře byl až konec 19. a zejména počátek 20. století v díle Petra Bezruče, Františka Gellnera a později Jiřího Wolkera. V Bezručových baladách jsou nositelem zla a sociálního útlaku majitelé dolů Larischové či markýz Gero, u Jiřího Wolkera zejména továrníci a podnikatelé, vykořisťující proletariát.

## Autoři a díla

### Klasická balada
- Karel Jaromír Erben – Kytice z pověstí národních (sbírka)
- František Ladislav Čelakovský – Toman a lesní panna (balada)
- Jan Neruda – Balady a romance (Neruda záměrně nerozlišuje mezi baladou a romancí)
- Vítězslav Hálek – Pohádky z naší vesnice – básně vykazují rysy klasických i sociálních balad
- Jaroslav Vrchlický – Selské ballady – drastické a historicky nepřesné básně Lorecký ze Lkouše či Hrabě Breda

### Moderní balada
- Petr Bezruč – Kantor Halfar, Maryčka Magdonova (sociální balady)
- Jiří Wolker – Balada o snu, Balada o námořníku

### Jiné balady
- Balada z hadrů – divadelní hra Osvobozeného divadla
- Balada o vojákovi – sovětský válečný film z doby Velké vlastenecké války

### Známí světoví tvůrci
- François Villon – Odkaz a Závěť (zvláštní forma, tzv. villonská balada)
- Gottfried August Bürger – Lenora
- Adam Mickiewicz – Balady
- Johann Wolfgang Goethe – Balady – např. slavná balada Král duchů.
- Friedrich Schiller – Balady – např. slavná balada Rukavička
- Heinrich Heine – Passionál – klasické i sociální balady, např. Slezští tkalci
- Pierre-Jean de Béranger – Poesie sociální – sociální balady, např. Markýz z Carabas